# Иванов, Николай Иванович (Герой Советского Союза)
Николай Иванович Иванов — Герой Советского Союза, разведчик 233-го гвардейского стрелкового полка (81-я гвардейская Красноградская стрелковая дивизия, 7-я гвардейская армия, Степной фронт), гвардии младший сержант.

## Биография
Родился в 1923 году в деревне Пескошево ныне Рамешковского района Тверской области в семье крестьянина. Русский. Окончив начальную школу, работал в колхозе пастухом. Затем жил в Тбилиси.
Летом 1942 года был призван в Красную Армию. В сентябре того же года на Воронежском фронте был ранен, награждён медалью «За отвагу». С апреля 1943 года воевал в разведке 233-го гвардейского стрелкового полка. Участвовал в боях за освобождение Белгорода и Харькова. Особо отличился в боях при форсировании Днепра и удержании плацдарма на правом берегу.
25 сентября 1943 года гвардии младший сержант Николай Иванов с группой разведчиков переправился через Днепр в районе поселка Верхнеднепровск (ныне город Днепропетровской области). Разведчики уточнили расположение огневых точек в обороне противника, захватили двух «языков». Сведения разведчиков, показания захваченных гитлеровцев помогли подразделениям полка без потерь форсировать Днепр и занять село Бородаевку. 28 сентября в бою за расширение плацдарма у села Погребное группа под его командованием проникла в тыл противника и дерзким ударом способствовала овладению опорным пунктом. В этом бою был тяжело ранен и скончался.
Похоронен в селе Бородаевка Верхнеднепровского района Днепропетровской области.
Указом Президиума Верховного Совета СССР «О присвоении звания Героя Советского Союза офицерскому, сержантскому и рядовому составу Красной Армии» от 22 февраля 1944 года за «образцовое выполнение боевых заданий командования при форсировании реки Днепр, развитие боевых успехов на правом берегу реки и проявленные при этом отвагу и геройство» удостоен посмертно звания Героя Советского Союза.
Награждён орденом Ленина, медалью.
Память
На здании сельсовета деревне Пескашево установлена мемориальная доска.